# 虹口糕团食品厂

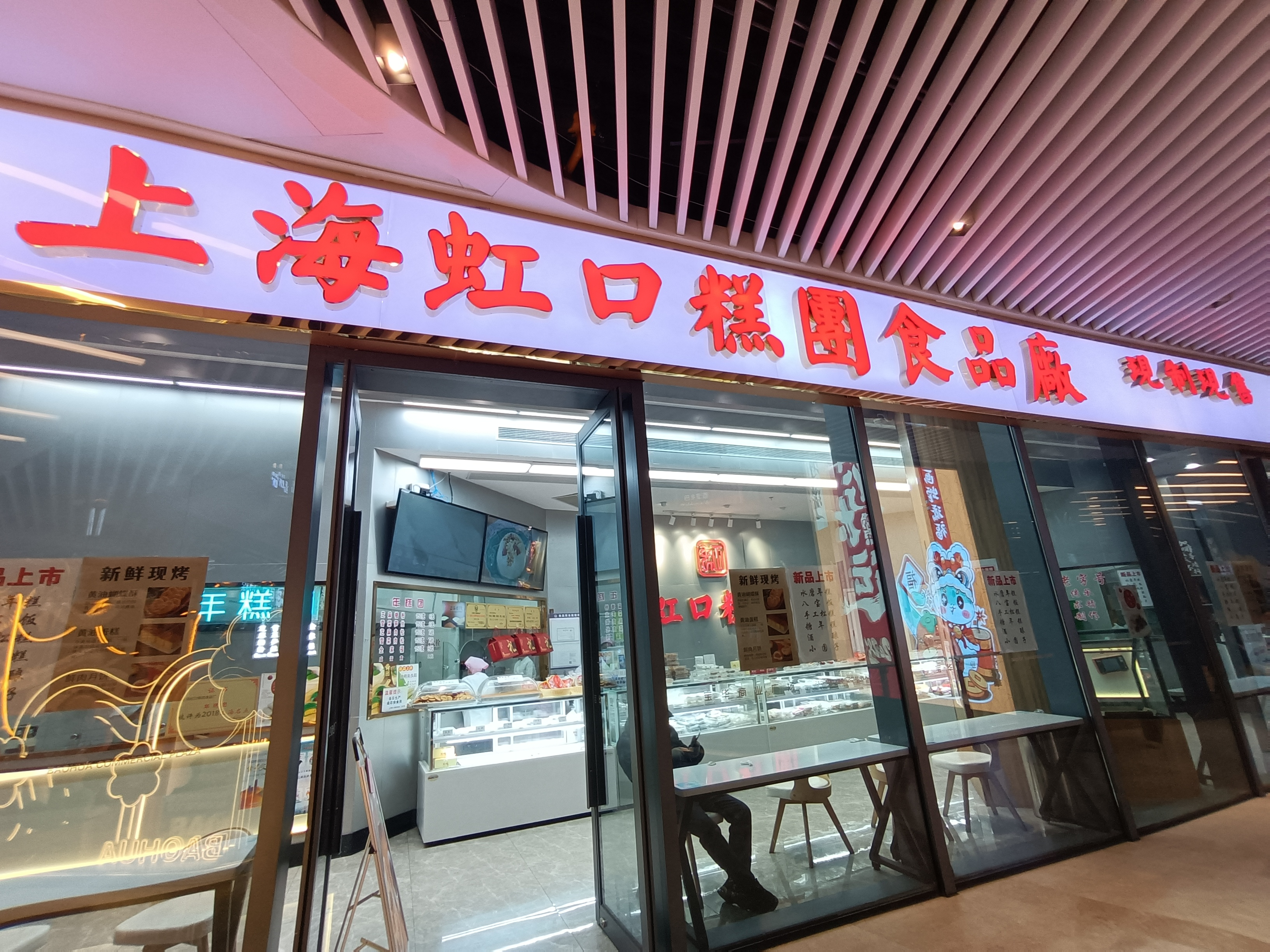
虹口糕团食品厂在宝华商业广场的旗舰店

虹口糕团食品厂是上海市虹口区的一家糕点企业，1960年2月合并成立。2022年评为上海老字号（因工厂地址原因列于宝山区）。现在全市多地均有门店，旗舰店位于四川北路山阴路口的宝华商业广场内。其特色产品为“年糕团”，据称为该厂首创。
1956年1月，公私合营运动中，原虹口区20家糕团店合并成立虹口糕团厂，原提篮桥区18家合并成立提篮桥区糕团厂。1960年2月因两区合并，提篮桥区糕团厂并入，更名虹口糕团总厂:饮食业; 商办工业，厂址设于西江湾路。1999年改制为股份制企业，2016年工厂迁入宝山高新技术产业园现址。2022年12月旗舰店迁至宝华商业广场内，实行现制现售。2023年又推出黑芝麻咖啡、红豆沙奶茶等特色饮品。
2020年疫情中，同在四川北路的老字号食品企业四新食苑受冲击严重，资金困难无法维持经营，经区内协调由虹口糕团食品厂协助出资恢复门店。

## “年糕团”
年糕团是虹口糕团食品厂的特色产品，内层为现炸油条，外层包裹压扁成片状的年糕，中间可撒黑芝麻糖粉或雪菜肉松等佐料。这种小吃据信于1956年由虹口糕团厂发明，当时广受欢迎；不过由于随之而来的粮食短缺，年糕团在较长一段时间内难以获得，直到粮票取消后才得到普及。